# ایاد اختر
ایاد اختر (انگلیسی: Ayad Akhtar؛ زادهٔ ۲۸ اکتبر ۱۹۷۰) یک هنرپیشه، نمایش‌نامه‌نویس، و فیلم‌نامه‌نویس آمریکایی پاکستانی تبار است. وی از سال ۲۰۰۲ میلادی تاکنون مشغول فعالیت بوده‌است. اختر در سال ۲۰۱۳ برای نمایش‌نامه بی‌آبرو برندهٔ جایزه پولیتزر برای نمایش‌نامه شد.
اختر در آثارش به مسائل و مضمون‌های گوناگونی از جمله شرایط انسانی، عشق، مسئولیت، روابط انسانی، تجربه مسلمان آمریکایی، اقتصاد، مهاجرت، هویت و جنبه‌های فرهنگی آن می‌پردازد.